# Saint-Georges-sur-Fontaine
Saint-Georges-sur-Fontaine ist eine französische Gemeinde mit 927 Einwohnern (Stand: 1. Januar 2022) im Département Seine-Maritime in der Region Normandie. Sie gehört zum Arrondissement Rouen und zum Kanton Bois-Guillaume (bis 2015: Kanton Clères). Die Einwohner werden Fontigeorgiens genannt.

## Geographie
Saint-Georges-sur-Fontaine liegt etwa elf Kilometer nordnordöstlich von Rouen in der Pays de Caux. Umgeben wird Saint-Georges-sur-Fontaine von den Nachbargemeinden Fontaine-le-Bourg im Norden, Claville-Motteville im Norden und Nordosten, Saint-André-sur-Cailly im Osten, Quincampoix im Süden sowie Bosc-Guérard-Saint-Adrien im Westen.

## Bevölkerungsentwicklung
| 1962                      | 1968 | 1975 | 1982 | 1990 | 1999 | 2006 | 2013 | 2021 |
| 368                       | 472  | 590  | 596  | 675  | 761  | 844  | 913  | 919  |
| Quelle: Cassini und INSEE |      |      |      |      |      |      |      |      |

## Sehenswürdigkeiten
- Kirche Saint-Georges aus dem 16. Jahrhundert
- Schloss Le Varat aus dem 16. Jahrhundert
- Schloss Coqueréaumont, 1868 erbaut

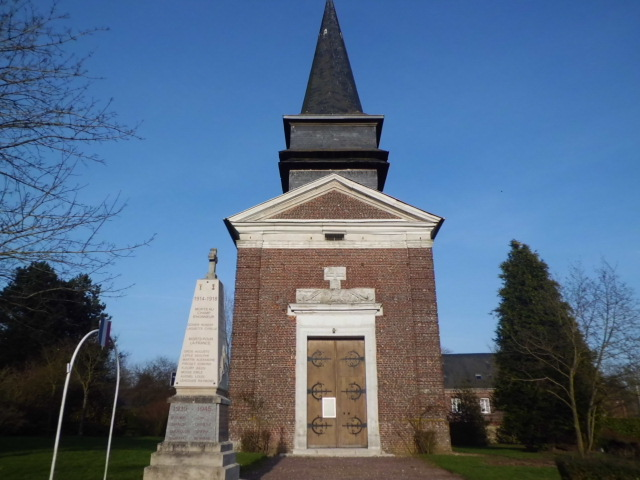
Kirche Saint-Georges

- Kapelle aus dem 17. Jahrhundert